# Be 4/6
La Be 4/6 est la première locomotive électrique des Chemins de fer fédéraux suisses (CFF), mise en service en 1920 ; elle a pendant longtemps été la principale motrice pour train de voyageurs sur la ligne du Gothard, entre Lucerne et Chiasso. Seulement deux exemplaires roulent encore actuellement pour des trains historiques d'amateurs et pour des événements d'anniversaire.

## Histoire
Les locomotives à vapeur ont comme inconvénient principal de dépendre de l'énergie importée. L'électrification en 1920 de la ligne du Gothard amène les CFF à acquérir leurs premières locomotives électriques. Elles sont prévues pour les trains de voyageurs et de marchandises. Un premier prototype expérimental, dénommé « Doryphore », est construit par les ateliers Maschinenfabrik Oerlikon et porte le nom Fb 2 x 2/3, no 12301, puis un second construit par les ateliers SLM, le Fb 2 x 2/3, no 12302.
Bien que légèrement moins puissantes que les Be 5/7 du BLS, les essais sont concluants et les CFF commandent en 1918 une première série de douze locomotives qui prennent la dénomination de Be 4/6 nos 12303 à 12318.
La bonne expérience avec les premières machines livrées entre 1920 et 1921 permet la poursuite de l'approvisionnement en deux lots. Les Be 4/6 nos 12319 à 12328 et nos 12329 à 12342 sont le résultat de cette commande. Ces quarante locomotives de la série Be 4/6 sont livrées entre le 1er février 1920 (no 12303) et 9 avril 1923 (no 12342).

## Constructeurs
L'expérience de la Société suisse pour la construction de Locomotive à Winterthur SLM: (Schweizerische Lokomotiv- und Maschinenfabrik) dans la fabrication de locomotives électriques pour chemins de fer à crémaillère dès 1897, est déterminante pour la commande des locomotives électriques du Gothard dont les Be 4/6 et Ce 6/8I . Souvent les parties électriques sont produites par trois entreprises différentes : Brown Boveri & Co. (BBC), Maschinenfabrik Oerlikon et Société Anonyme des Ateliers de Sécheron (SAAS). Pour les modèles de série Be 4/6, ce sont les ateliers BBC qui fournissent la partie électrique.

## Cahier des charges
Les CFF demandent que ces locomotives, destinées au service électrique du tronçon d'Erstfeld à Bellinzone, soient aptes à tracter des trains voyageurs de 300 tonnes à la vitesse de 50 km/h, ou des trains de marchandises du même poids à la vitesse de 35 km/h, sur une rampe de 26 ‰. 
Trois trajets aller et retour doivent être effectués en 24 heures, soit l'équivalent de 1 316 kilomètres. 
Sur une rampe de 26 ‰, le train ne doit pas mettre plus de quatre minutes pour atteindre la vitesse de 50 km/h. 
Les locomotives doivent pouvoir admettre, sur cette même rampe, une surcharge de puissance de 20 % pendant une durée de quinze minutes, obtenus par un accroissement correspondant de la vitesse ou de l'effort de traction ou des deux à la fois. 
Leurs vitesses maximales sont de 75 km/h et elles doivent par ailleurs être équipées de la commande d'unité multiple.

## Caractéristiques
La Be 4/6 est équipée de deux moteurs qui transmettent leur puissance aux roues par des bielles d'accouplement, un système semblable à celui des locomotives à vapeur. La disposition mobile du châssis doit tenir compte des courbes à faible rayon de la ligne du Gothard. Le système moteur et de transmission par bielles se retrouve également sur les locomotives pour trains de marchandises des CFF, la Ce 6/8 dite Crocodile.
Par la suite, la traction des locomotives électriques se fera par des engrenages, directement sur les essieux.
Dans la numérotation, B est utilisé pour les locomotives à voie normale dont la vitesse maximale est de 70 à 75 km/h et e correspond à électrique.

## Modifications

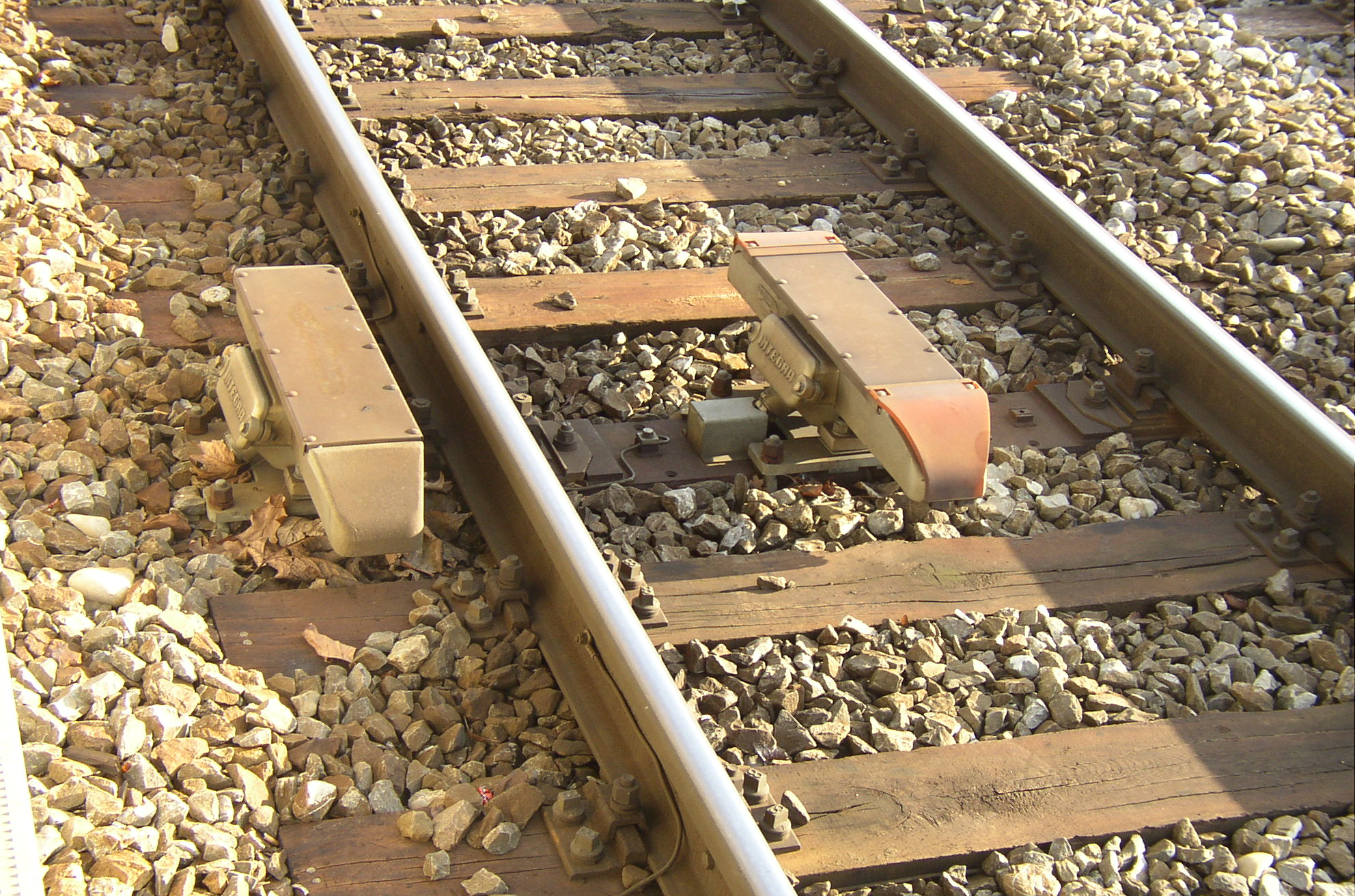
Balise Integra-Signum.

Au début des années 1930, les pantographes sont équipés d'une nouvelle bande d'usure, ce qui permet de rouler sans avoir monté les deux.
Dès 1931, les Be 4/6 sont équipées du système dit de l'homme mort. Il s'agit d'une pédale au plancher sur laquelle le mécanicien doit appuyer  de manière continue avec un de ses pieds, afin d'éviter le déclenchement du freinage d'urgence. Toutefois, certains mécaniciens posaient tout simplement un objet sur la pédale de sorte que le contrôle de la sécurité était inefficace. Une amélioration fut alors apportée au système afin d'empêcher un tel comportement.
C'est en 1937 qu'elles sont munies du système de sécurité ferroviaire Integra-Signum.
En 1954, les portes avant sont soudées et la plaque de transbordement est alors retirée. Un système de chauffage du pare-brise est également installé, afin d’accroître la visibilité surtout en hiver et dans le tunnel du Saint-Gothard. À la suite de ces modifications, elles reçoivent également la nouvelle livrée verte des CFF.

## Utilisation et dépôts

### 1921 à 1928
Entre le 1er février et le 30 juin 1920, la première série (12303 à 12312) est attachée au dépôt de Berne. Elles sont testées sur la ligne du Lötschberg entre Berne et Brigue. Toutefois, les numéros 12303 à 12307 soent ensuite attachées au dépôt d'Erstfeld dès le début de l'été 1920. De là, elles servent pour l'instruction à la conduite sur la première section électrifiée, d'Erstfeld à Göschenen. Entre octobre et décembre 1920, elles sont suivies par les locomotives nos 12308 à 12312.
Entre août 1921 et janvier 1922, les locomotives nos 12303 à 12307 sont de retour à Berne. En 1924, l'ensemble de la première série est attaché au dépôt de Zurich (12303 à 12312), à l'exception de la no 12303, dont la résidence est de 1929 à 1947 et de 1950 à 1955 au dépôt de Berne. Le reste demeure à Zurich jusqu'en 1962. Elles sont ensuite transférées au dépôt de Winterthur jusqu'à leur mise au rebut.
Les locomotives nos 12317 à 12342 sont utilisées sur la ligne du Saint-Gothhard et attachées aux dépôts d'Erstfeld et Bellinzona entre avril 1921 et avril 1923. Le dépôt de Lucerne reçoit en 1924 les locomotives nos 12313 à 12340. En novembre 1927, certaines d'entre elles vont au dépôt d'Olten. Les locomotives no 12313 et no 12314 sont rattachées au dépôt de Zurich entre 1928 et 1929.
Les services réguliers entre Erstfeld et Bellinzone se présentent ainsi au 1er juin 1921 :
- 3 Be 4/6 au dépôt Bellinzone ;
- 6 Be 4/6 au dépôt d'Erstfeld.

À noter que pour ces services, elles sont appuyées par trois Ce 6/8II rattachées au dépôt de Biasca.

### 1928 à 1937
En été 1928, les Be 4/6 sont attachées aux dépôts suivants :
- 12303-12313 à Zurich ;
- 12314-12318 à Lucerne ;
- 12319-12324 à Olten ;
- 12325-12332 à Bellinzone ;
- 12333-12342 à Erstfeld.

### 1938 à 1954
L'apparition des Ae 4/7 et des Ae 8/14 font que les Be 4/6 ne servent plus qu'à un service intermédiaire sur la ligne du Gothard. Ensuite, elles tractent des trains entre Lucerne et Sempach et Wolhusen. Un seul train direct est resté entre Lucerne et Erstfeld.
Les locomotives stationnées à Bellinzone servent essentiellement aux trains de voyageurs et atteignent un parcours journalier d'un maximum de 545 kilomètres. Une locomotive fonctionne seulement entre Bellinzone et Locarno et une autre entre Chiasso et Bodio.
Les locomotives stationnées à Lucerne sont principalement affectées à des trains de marchandises pour Olten et Langnau. Les locomotives stationnées à Olten servent pour la plupart à des trains de fret pour Berne, Bâle, Bienne et Zurich. En mai 1938, les locomotives sont attribuées aux dépôts suivants :
- 12303 à Berne ;
- 12304-12314 à Zurich ;
- 12315-12319 à Olten ;
- 12320-12322 à Lucerne ;
- 12323-12328 à Bellinzone ;
- 12329-12342 à Erstfeld.

### 1955 à 1962
En 1955, les premières locomotives sont rattachées au dépôt de Bienne pour un service de train dans le Jura. À la suite de la présence croissante des Ae 6/6, elles sont toutes retirées de la ligne du Gothard et sont attribuées au service de basses terres. Les locomotives stationnées alors attachées à Zurich sont déplacées à Winterthur. En 1957, c'est alors les dépôt suivants :
- 12303-12320 à Zurich ;
- 12321-12325 à Bienne ;
- 12326-12330 à Lucerne ;
- 12331-12342 à Bellinzone.

### Dès 1963
Dès 1963, les dépôts suivants leur sont donc attribués :
- 12303-12322 à Winterthur ;
- 12323-12334 à Bienne ;
- 12335-12342 à Lucerne.

## Retrait
Les locomotives no 12323 à 12330 sont restées jusqu'à leur retrait à Bienne. 
Les locomotives no 12335 à 12342 sont déplacées à Winterthur en 1965 et sont rejointes par les no 12331 à 12334. 
Le coût d'entretien et de réparation de ces locomotives augmente encore et la locomotive no 12312 est alors la première à être retirée du service en avril 1965 et la no 12339 est la dernière en février 1976.

## Locomotives préservées
À la fin de son service actif, la Be 4/6 12320 est envoyée à Bellinzone pour être remise dans son état d'origine et y subir une grande révision (R3). Elle fait maintenant partie de la collection de la fondation CFF Historic, elle est stationnée à Winterthur.
La Be 4/6 12332, quant à elle, est remise dans son état d'origine à Baden en 1974. Cependant, bien des erreurs sont commises. Huit ans plus tard, elle est transférée au Musée suisse des transports de Lucerne et, après correction des erreurs, y est exposée. En 2003, elle est déplacée au dépôt d'Erstfeld. En mars 2012, elle retourne au Musée des transports.
La Be 4/6 12339 est envoyée au Tessin, mais n'y reste guère longtemps. Elle est exportée en 1976 à Voghera (Italie) en échange de la locomotive des FS E 431 037 (qui est exposée au musée des transports de Lucerne jusqu'en 1989). Quelques années plus tard, la locomotive est exposée au Musée national ferroviaire de Pietrarsa à Naples. En 1994, elle intègre le parc de l'association Verbano Express et est stationnée à Luino. Au printemps 2010, elle achetée par une personne privée et est ramenée en Suisse pour être intégrée au parc de l'association Swisstrain. Elle roule parfois avec la 12320 sur la rampe du Saint-Gothard.

## Images

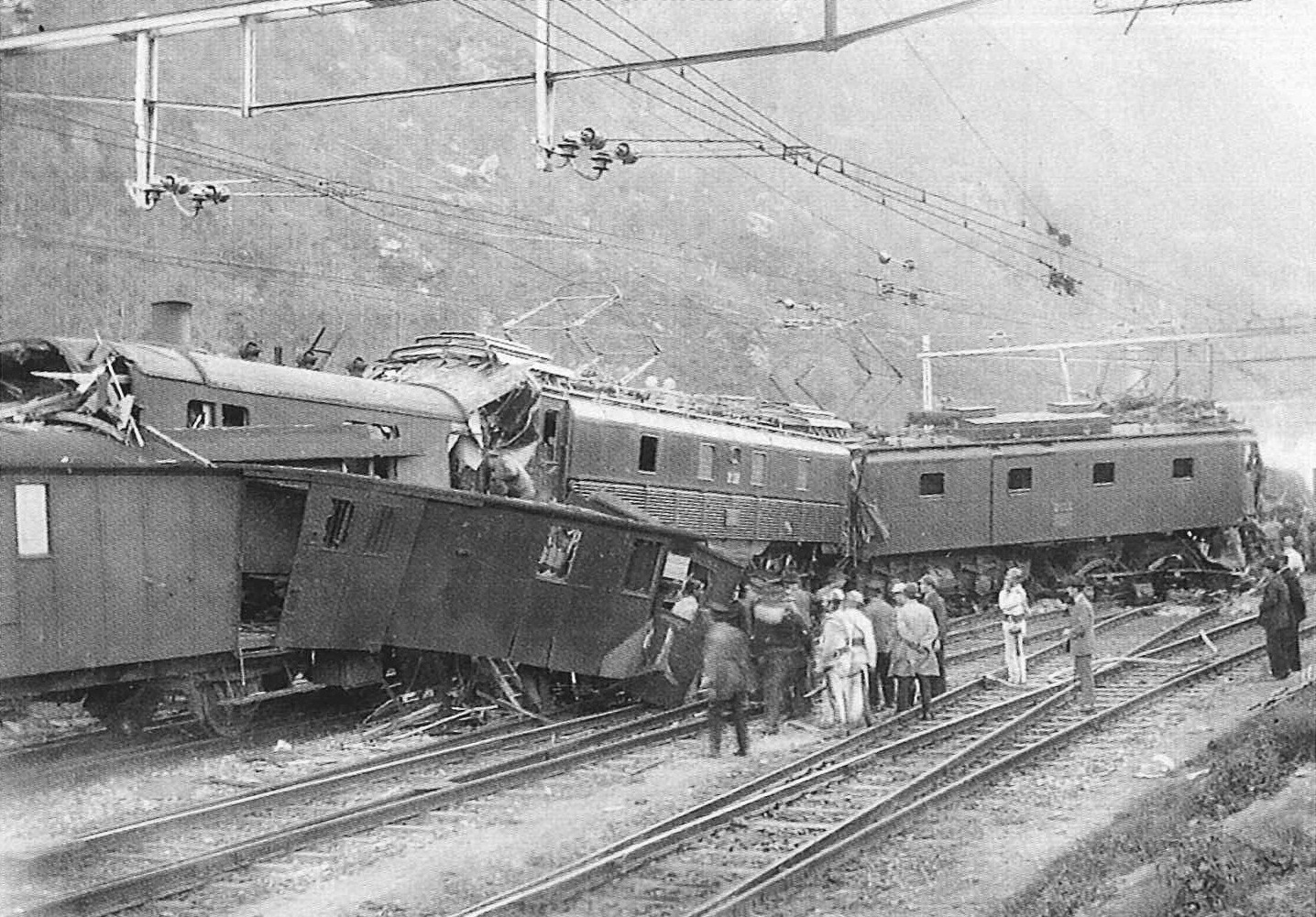
Accident à Bellinzone le 23 avril 1924.
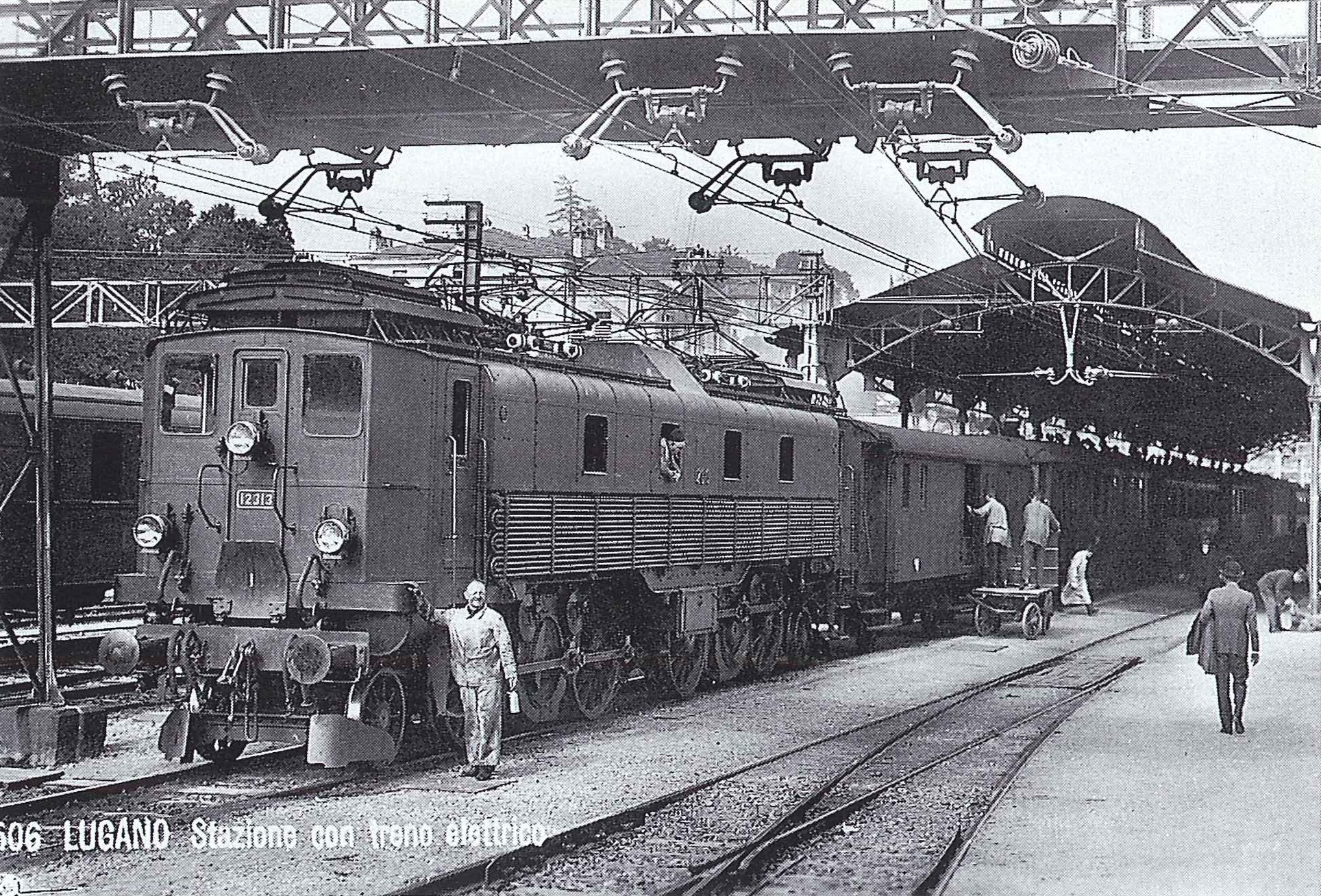
Be 4/6 12313, Lugano, 1925.
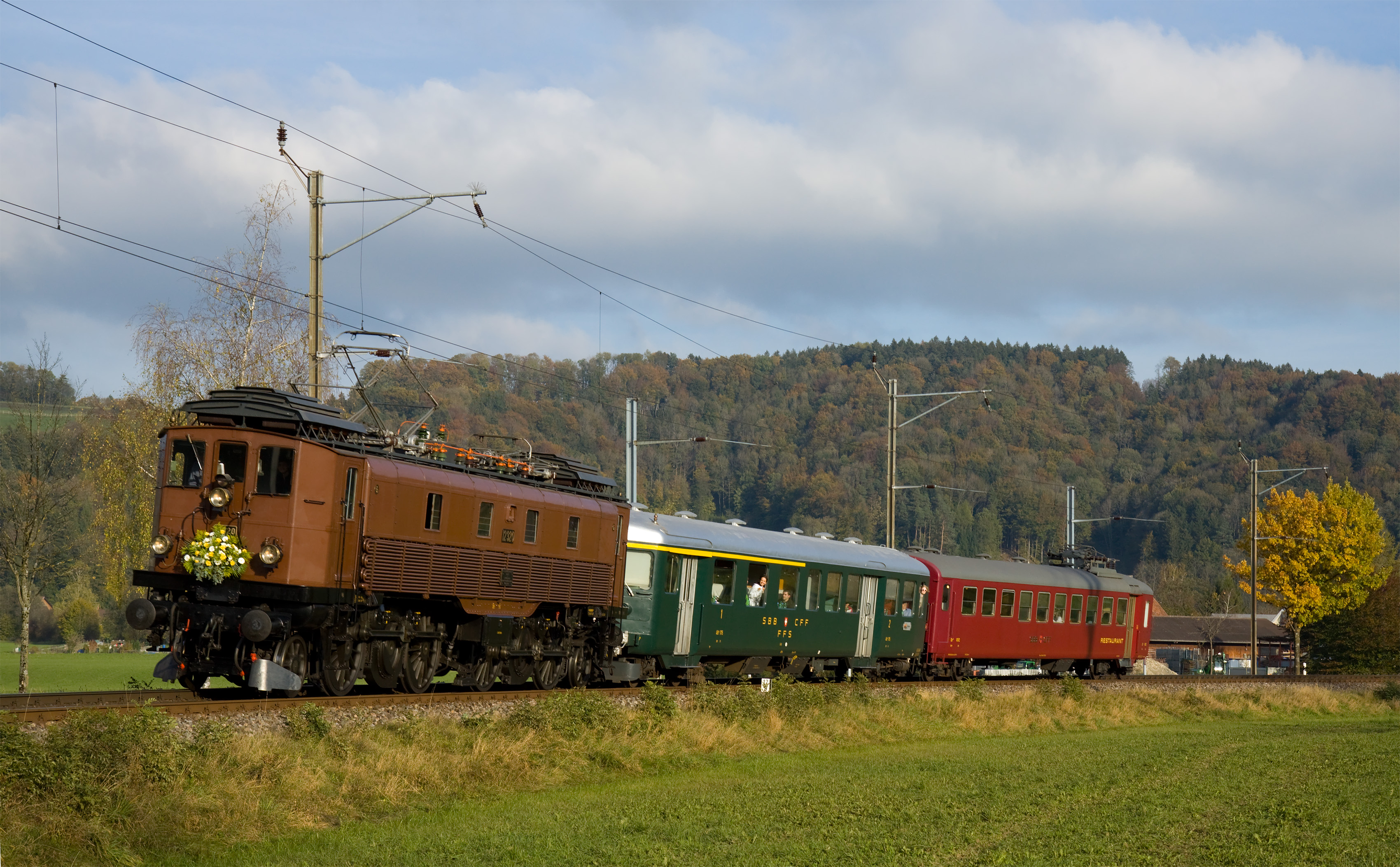
Be 4/6 12320.

## Traduction
- (de) Cet article est partiellement ou en totalité issu de l’article de Wikipédia en allemand intitulé « SBB Be 4/6 12303-12342 » (voir la liste des auteurs).